# جین لی
جین لی (انگلیسی: Jeanne Lee؛ ۲۹ ژانویهٔ ۱۹۳۹ – ۲۵ اکتبر ۲۰۰۰) یک نوازنده، و خواننده اهل ایالات متحده آمریکا بود.